# Luciano Malumbres
Luciano Malumbres Francés (Palencia, 1890-Santander, 4 de junio de 1936) fue un periodista español, director del diario La Región y presidente del Ateneo Popular de Santander. Asesinado por un pistolero de Falange Española, estuvo casado con la también periodista Matilde Zapata, ejecutada por el bando sublevado durante la guerra civil.

## Vida

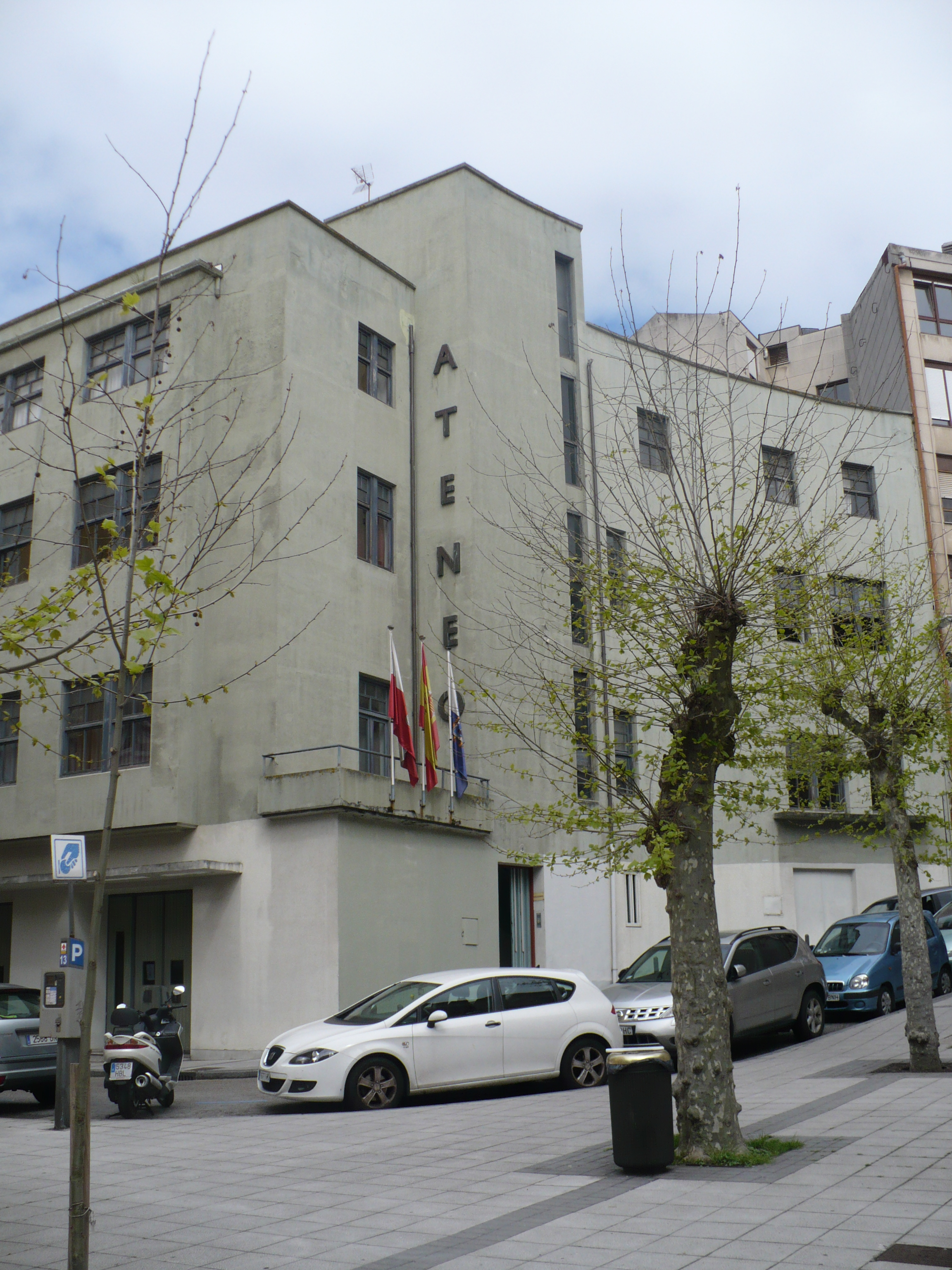
Luciano Malumbres fue presidente del Ateneo Popular de Santander

Luciano Malumbres llegó a Santander en 1916. Fue suboficial del Regimiento Valencia, con el que estuvo en Marruecos en los años 1920, comenzando entonces su carrera periodística enviando crónicas a El Cantábrico. Tras su regreso a la ciudad, al final de la dictadura de Primo de Rivera, fue nombrado presidente del Ateneo Popular. En 1933 relevó a Buján en la dirección de La Región, periódico de izquierdas de Santander. Con Malumbres el periódico inició una etapa marcada por las turbulencias que atravesaba el periodismo local y el proceso revolucionario en la entonces provincia de Santander, actual Cantabria. Sus columnas encendidas y sus campañas que, a veces, cayeron en el libelo, llevaron a su director a la tragedia. Llegó a ser encarcelado por algunos de sus escritos; tras ser amenazado mediante anónimos, el gobernador civil de Santander Manuel Ciges Aparicio primero dispuso a un policía para proteger a Malumbres durante las noches en que trabajase en la redacción del periódico, y después a dos guardias de seguridad frente a la sede del periódico durante el día.

## Atentado y muerte[3]
El 3 de junio de 1936, cuando departía con unos amigos jugando al dominó en el bar "La Zanguina" de la calle Marcelino de Sautuola de Santander (calle del Martillo), Malumbres fue tiroteado por un militante de Falange. El asaltante, identificado como Amadeo Pico Rodríguez, entró en el bar por la puerta de la calle Pedrueca, sacó una pistola y disparó dos veces; Malumbres resultó herido por los dos disparos de bala. A continuación el falangista se dio a la fuga por el paseo de Pereda. Varios transeúntes iniciaron una persecución tras el joven pistolero, que entró en un bar de la plaza de Mariana Pineda (parte del lugar donde hoy está la Plaza Porticada) donde se puso una gabardina para despistar a sus perseguidores; identificado y acorralado por un grupo de obreros, el agresor resultó muerto por un disparo por la espalda tras un forcejeo. Evacuado a la Casa de Socorro, se certificó su defunción. Según algunas fuentes, el asesino pertenecería a un grupo de pistoleros organizados por el líder falangista Manuel Hedilla, que desde la represión de la huelga revolucionaria de octubre de 1934 habría conservado bajo su poder cientos de armas procedentes, principalmente, de la guarnición de Santander.
Mientras tanto Luciano Malumbres había sido trasladado a la Casa de Socorro, donde se le practicó una primera cura, y después al Hospital Valdecilla. Una vez en el hospital fue operado en dos ocasiones, además de recibir una trasfusión de sangre. Malumbres falleció al día siguiente, el 4 de junio de 1936, a las 13:45 horas.

## Consecuencias[7]
El atentado, que causó una fuerte conmoción en la ciudad, dio lugar a días de confusión y de miedo. El mismo día 3 de junio los comercios de la ciudad cerraron cuando grupos de obreros se lo pidieron como protesta por el ataque; los obreros también dejaron sus puestos de trabajo, cerrando las industrias y talleres de la capital. Otros trabajadores se concentraron en la Casa del Pueblo, los locales de la CNT y de la UGT, la redacción de La Región y el domicilio de Malumbres. La Federación Obrera Montañesa (FOM) declaró una huelga general como protesta.
Al Hospital de Valdecilla se trasladaron el presidente de la Diputación, Juan Ruiz Olazarán, el gestor Antonio Orallo, y representantes del Ayuntamiento, sindicatos y de la Federación Obrera Montañesa. La Región recibió comunicados de adhesión del diputado Bruno Alonso, José Villarías (Izquierda Republicana), Ernesto del Castillo (alcalde de Santander), Manuel Ciges (gobernador civil de Santander), Francisco Peña (miembro destacado del Sindicato Metalúrgico Montañés), Juventud Socialista, Partido Republicano de Izquierda Federal, CNT, Socorro Rojo Internacional, sociedad La Gráfica, los sindicatos de Reinosa, los mineros de Liaño, la Federación de Casas Campesinas y otras organizaciones obreras.
Poco después del atentado resultó muerto Pedro Cea en un altercado con obreros; Cea, aparentemente militante de organizaciones fascistas, se enzarzó en una discusión con varios obreros en la calle del Rubio, al reprochar la muerte del falangista que disparó sobre Malumbres; en la pelea Cea murió por un disparo.
Fue detenido fue José Cicero, al que también se intervino una pistola y munición. Otros dos falangistas fueron perseguidos por obreros, escapando uno a tiros en la calle Lope de Vega, y el otro (Lucas Sañudo Diego) tras abandonar el bar Namur por una puerta lateral dejando atrás un revólver Smith & Wesson del 38. En la Cafetería La Austríaca de Puertochico, conocido lugar de reunión de Falange, también se encontró un Smith & Wesson del 38.
El 4 de junio la FOM declaró el final de la huelga en Cantabria, pidiendo una huelga general de 24 horas en toda España.
El día 5 la policía de Madrid, avisada por la policía de Santander, detiene en Fuencarral a dos falangistas, el santanderino Lucas Sañudo Diego y a José Gutiérrez Rosón, escapando un tercero (Jaime Rubayo de la Serna). En los días siguientes se detuvo a varios sospechosos como presuntos cómplices en el atentado: Abel Incera Gutiérrez en Limpias, y José Ruiz Pérez, Armando González Viota, María Palacio Cabrero y la madre de ésta en Santander; los tres últimos fueron puestos en libertad el día 11.
El entierro de Malumbres tuvo lugar el 5 de junio. Por la mañana se fue concentrando el público junto a la capilla ardiente, situada en la Casa del Pueblo (calle Magallanes); a las once de la mañana cerraron los comercios, talleres e industrias de la capital para que los obreros pudieran ir al entierro, parando también los servicios públicos. Tras ser acompañada la carroza fúnebre por algo más de 20 000 personas hasta Cuatro Caminos, el diputado Bruno Alonso dio un discurso, siendo conducido el cadáver a continuación al cementerio de Ciriego donde fue enterrado en presencia de las autoridades.
El 18 de julio de 1936, conocido el golpe militar de una parte del Ejército contra la II República, Matilde Zapata, natural de Sevilla y viuda de Malumbres, se alista en el Partido Comunista de España y se hace cargo de La Región agudizando sus posiciones radicales e intentando ser portavoz de unas fuerzas que no compartían sus extralimitaciones. A pesar de sus posiciones revolucionarias La Región no recibió del Frente Popular trato de favor, viéndose sometida la publicación al mismo trato recibido por los demás periódicos locales, tales como El Diario Montañés, de tendencia católica y conservadora.